# Iglesia de la Santa Trinidad (Wolfenbüttel)
La Iglesia de la Santa Trinidad (en alemán: St. Trinitatis), o coloquialmente Trinitatiskirche, es una iglesia luterana en Wolfenbüttel, Baja Sajonia, Alemania, consagrada en 1719. Diseñada por Hermann Korb, es una iglesia barroca poco común en Baja Sajonia. También sirve como sala de conciertos.

## Historia
La congregación luterana de Wolfenbüttel celebró sus servicios religiosos en el primer piso de una puerta histórica, la Kaisertor (Puerta Imperial) construida por de en el siglo XVII, tras la demolición de su iglesia. Cuando se volvió demasiado pequeña para un número creciente de fieles, se planificó una iglesia alrededor de 1692.

### Primera iglesia barroca
Una iglesia fue diseñada por Johann Balthasar Lauterbach, el maestro de obras del ducado. Utilizó los cimientos de la puerta, y diseñó un salón abovedado de estilo barroco, con una fachada muy decorativa enmarcada por dos torres de piedra que no superaban el edificio; la fachada, con frontón, recordaba la del Palacio de Salzdahlum. La construcción se detuvo en 1694 debido a la muerte de Lauterbach y también por falta de financiación. Hermann Korb, su sucesor, finalmente pudo terminar los planos utilizando madera en lugar de piedra. La iglesia fue consagrada en 1700 y recibió el nombre de Santa Trinitatis. Este edificio fue destruido en 1705 por un incendio, provocado por la caída de un rayo.

### Segunda iglesia barroca
La iglesia actual fue diseñada por Korb. La construcción se inició en 1716, ahora con muros exteriores en piedra y estructura interior en madera. Esta iglesia, con capacidad para más de mil personas, fue consagrada en 1719 y los detalles se completaron en 1722.
La iglesia conservó la fachada oeste y las dos torres del primer diseño. La sala se construyó en planta rectangular, con un octógono de columnas, que soportan dos pisos de balcones y un techo de estuco. El altar mayor de A. Trew fue añadido en 1754. El interior tenía pinturas coloridas que no se han conservado.
El primer órgano, construido alrededor de 1617, se encontraba originalmente en la capilla de la corte de Schöningen. Fue trasladado en 1722 por orden del duqueAugusto Guillermo. Si bien se mantuvo la caja barroca, el órgano fue reemplazado de 1964 a 1967 por un instrumento de 29 registros y 2016 tubos.
La iglesia es una típica iglesia luterana, con énfasis en el sermón. La iglesia es la sede del obispo de la Iglesia luterana de Brunswick. También sirve como sala de conciertos.

## Galería

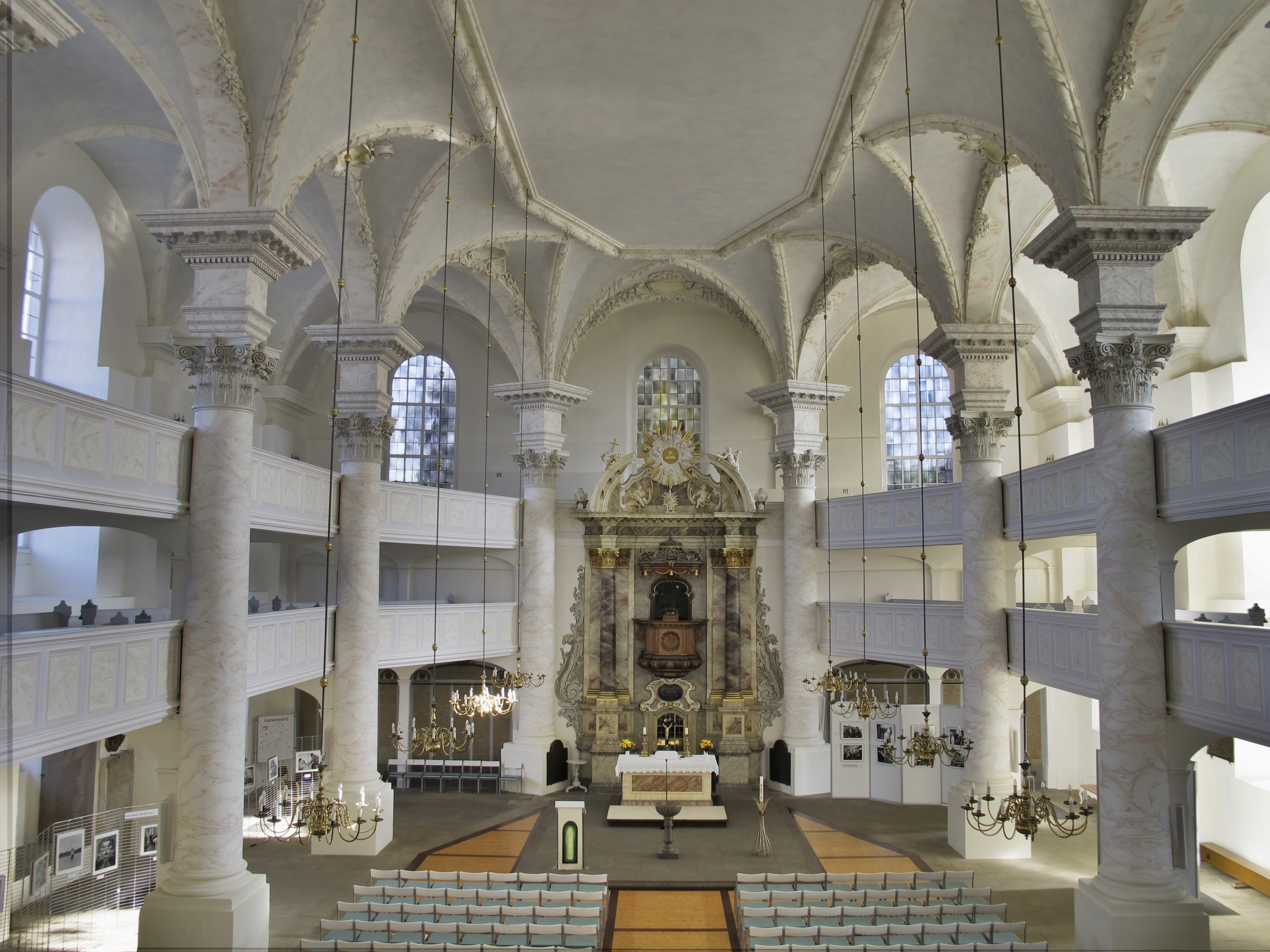
Interior, vista al altar.
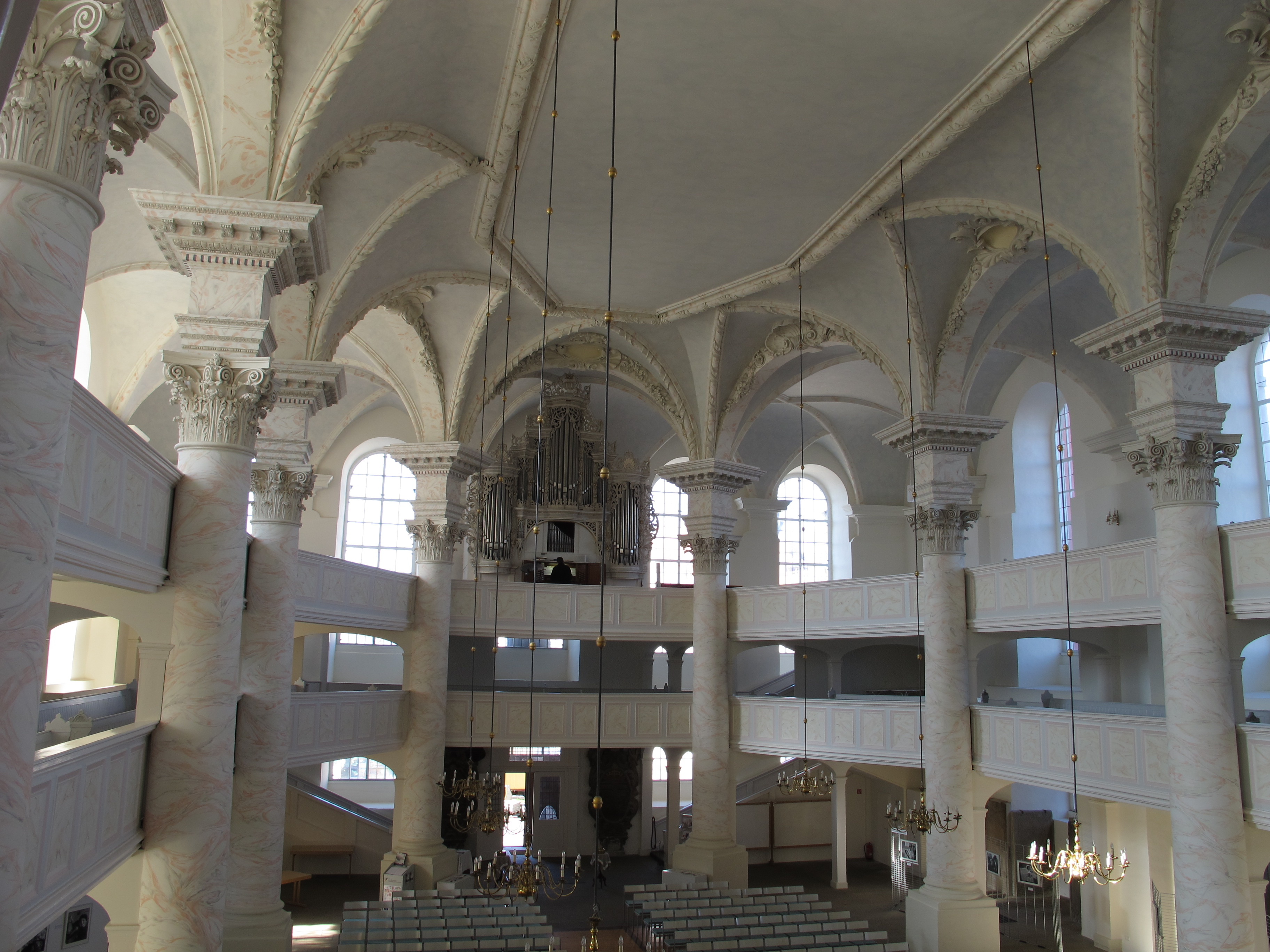
Interior, vista al órgano.
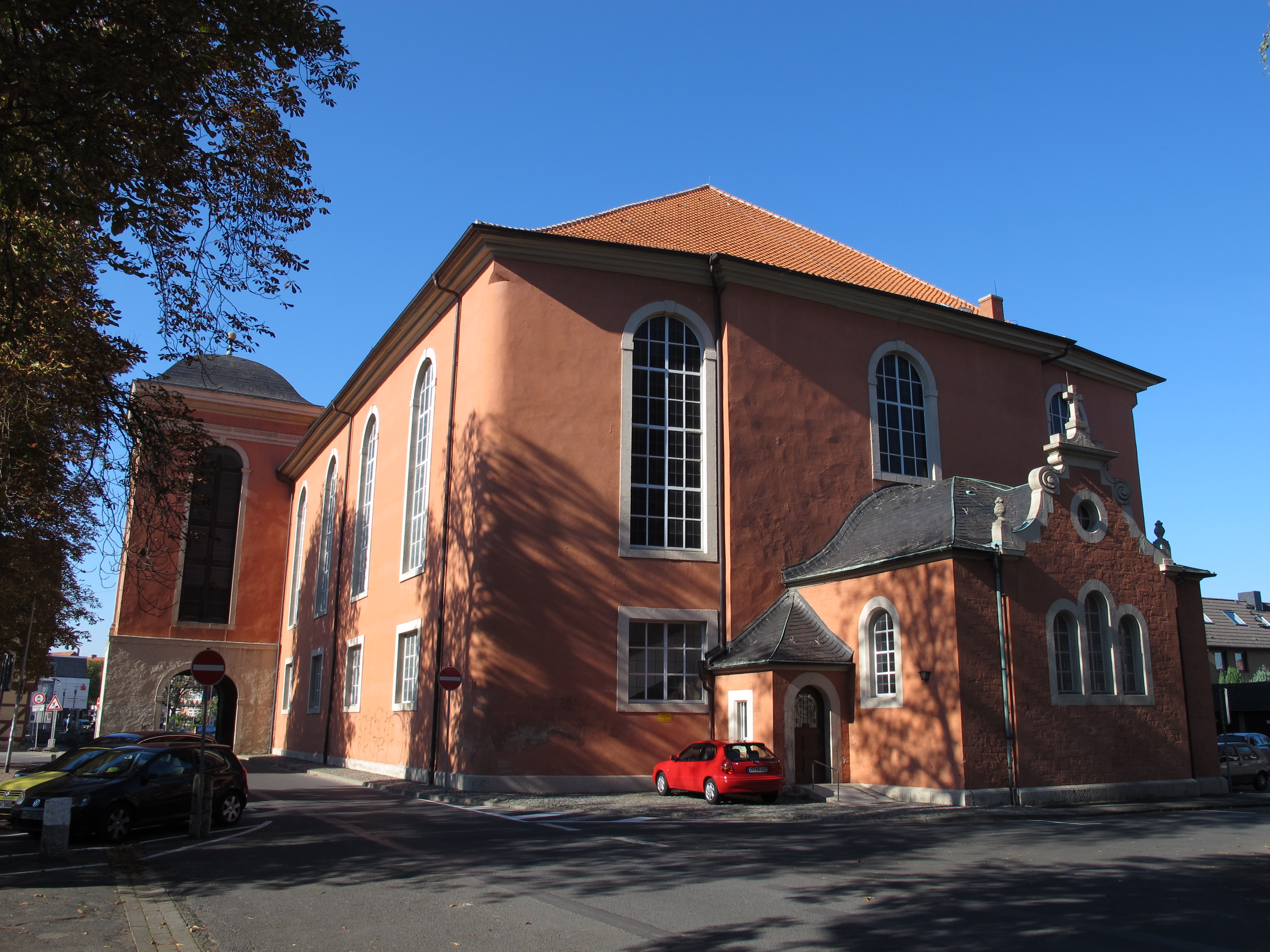
Vista desde el este.